# Campionat de Galícia de futbol

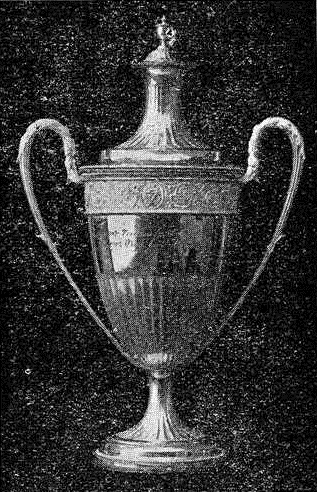
Trofeu entre 1905 i 1911.

El Campionat de Galícia de futbol fou la màxima competició futbolística disputada a Galícia en els primers anys del futbol al territori. El campionat servia com a classificació per la Copa d'Espanya.

## Història
El primer campionat de Galícia començà a organitzar-se l'any 1905, organitzat pel club Vigo Foot-ball Club, doncs no hi havia federació de clubs constituïda. Fou un dels tornejos pioners del futbol gallec, juntament amb la Copa Compostelá, la Copa Pontevedra i el Campionat Galícia-Astúries jugat a Corunya. Per participar en la competició només calia estar legalment constituït. El trofeu en disputa era una copa de plata d'onze quilos sostinguda per un pedestal de banús, que va ser donada pel rei Alfons XIII després d'una petició dels organitzadors, fet que va fer que el campionat fos conegut en aquell moment com la Copa del Rei. La temporada 1911-12 es disputà la setena edició del campionat, que va veure el triomf del Fortuna per cinquena vegada, fet que li atorgà el trofeu en propietat.
Quan va acabar la disputa pel primer trofeu, el rei Alfons XIII va fer donació d'una nova Copa del Rei al Vigo FC perquè es pogués disputar en les properes edicions del Campionat. La nova copa, que venia en un elegant estoig, era de plata daurada amb una base de fusta envernissada i portava gravada l'emblema del monarca i la inscripció "Vigo Foot-ball Club. Premi de S.M. el Rei". Vigo no va aconseguir organitzar un nou campionat i va decidir donar aquesta copa a la Federació Gallega de Futbol, que havia estat fundada el 1909, perquè fos el premi del primer Campionat de Galícia oficial.
La Federació Gallega de Futbol va començar a organitzar oficialment el torneig a partir de la temporada 1913-14. Només el Real Vigo Sporting Club i el Real Club Fortuna de Vigo es van registrar, amb el Vigo Sporting guanyant el torneig. En el torneig de la temporada següent, el Reial Club Corunya va patir una polèmica desqualificació que posteriorment va ser revocada per la RFEF encara que no hi va haver temps per aplicar la decisió de l'ens estatal i finalment Fortuna de Vigo es proclamà campió. A partir d'aquesta segona edició del campionat, a més de la competició pel títol de campió gallec, el torneig també va servir per obtenir la classificació per a la Copa d'Espanya.
La segona meitat de la dècada de 1910 fou molt convulsa. La temporada 1915-16 es produí un cisma on el Fortuna guanyà el campionat oficial (en ser l'únic participant) i el Vigo Sporting el campionat dissident. La Federació decidí anul·lar-los. Les següents tres temporades guanyaren Sporting, Fortuna i Sporting, fet que donà el trofeu en propietat a l'Sporting, en ser el primer club en vèncer en tres ocasions. Però el Fortuna al·legà que ell havia guanyat el trofeu en propietat en referència al campionat anul·lat de l'edició 1915-16. La disputa acabà en un cisma per la marxa del Fortuna de la Federació, creant la nova Lliga Regional de Clubs de Futbol. La Federació Gallega li retirà el títol de la temporada 1917-18 el novembre 1919, i no participà en el campionat 1919-20. El juny de 1920 es solucionaren els problemes i el Fortuna fou readmès a la Federació.
A partir de la temporada 1920-21 es creà una segona divisió (Sèrie B), i el 1923 es creà la Sèrie C. L'any 1923 es produeix la fusió de Fortuna i Sporting per crear el Celta de Vigo. Aquest fet provocà que la tradicional rivalitat Fortuna-Sporting en el campionat passi a la nova rivalitat Celta-Deportivo.
L'any 1934, la FEF va dur a terme una reestructuració del futbol estatal i va crear una sèrie de campionats interregionals, oficialment anomenats Suprarregionals, jeràrquicament situats per sobre dels campionats regionals tradicionals (excepte en el cas del Campionat de Catalunya, que manté el seu nivell de facto integrant exclusivament un únic grup Suprarregional) i en els quals hi participaren els clubs més potents que fins aleshores hi havien participat en els seus campionats regionals. Galícia i Astúries s'agruparen en el Suprarregional Grup 1, també conegut com Campionat Mancomunat Galaico-Astur.
El campionat 1934-35 no finalitzà per la Vaga revolucionària d'octubre de 1934 a Astúries. Com a resultat, el torneig es va dividir en dos grups paral·lels: el gallec i l'asturià, en què el Celta i l'Oviedo foren els respectius campions. L'any següent es va tornar a disputar el Campionat Mancomunat Galaico-Astur, que fou guanyat per l'Oviedo FC, seguit del club gallec Unión Sporting. Aquesta fou la segona i darrera edició del campionat conjunt gallec i asturià.
El juliol de 1936 va esclatar la Guerra Civil i a l'octubre la FEF va suspendre les competicions d'àmbit estatal, però va permetre a les federacions territorials organitzar les seves pròpies competicions oficials si la situació ho permetia. Galícia, allunyada del front de batalla, continua desenvolupant l'activitat futbolística malgrat les greus dificultats provocades per la guerra. L'edició de 1937-38 posà en joc un trofeu anomenat Copa del Cos d'Exèrcit de Galícia.
Acabada la guerra i amb el franquisme ja vigent, es va jugar la darrera edició del campionat, corresponent a la temporada 1939-40. Per a la temporada 1940-41, la Junta Directiva de la FEF va decidir suprimir de facto tots els campionats regionals, esdevenint aquest en la primera divisió territorial gallega dins la piràmide de la lliga espanyola.

## Historial
Font:

### Campionats no oficials
| Temporada | Campió                 | Subcampió                 | Refs          |
| --------- | ---------------------- | ------------------------- | ------------- |
| 1905-06   | Fortuna FC de Vigo (1) | Vigo FC                   | [ 34 ]        |
| 1906-07   | Fortuna FC de Vigo (2) | Vigo FC                   | [ 37 ]        |
| 1907-08   | Vigo FC (1)            | Fortuna FC de Vigo        | [ 38 ]        |
| 1908-09   | Vigo FC (2)            | Pontevedra Sporting Club  | [ 39 ]        |
| 1909-10   | Fortuna FC de Vigo (3) | Victoria FC de Pontevedra | [ 40 ] [ 41 ] |
| 1910-11   | Fortuna FC de Vigo (4) | Real Club Coruña          | [ 42 ]        |
| 1911-12   | Fortuna FC de Vigo (5) | Vigo FC                   | [ 43 ]        |

### Campionats oficials
| Campionat Suprarregional Galícia-Astúries |

| Temporada | Campió                                          | Subcampió                                       | Refs          |
| --------- | ----------------------------------------------- | ----------------------------------------------- | ------------- |
| 1912-13   | no es disputà                                   | no es disputà                                   |               |
| 1913-14   | Vigo Sporting (1)                               | Fortuna FC de Vigo                              | [ 44 ]        |
| 1914-15   | Fortuna FC de Vigo (6)                          | Vigo Sporting                                   | [ 45 ]        |
| 1915-16   | no es disputà                                   | no es disputà                                   | [ 46 ]        |
| 1916-17   | Vigo Sporting (2)                               | Fortuna FC de Vigo (?)                          | [ 47 ]        |
| 1917-18   | Fortuna FC de Vigo                              | RC Deportivo La Corunya                         | [ 51 ]        |
| 1918-19   | Vigo Sporting (3)                               | Fortuna FC de Vigo                              | [ 47 ] [ 52 ] |
| 1919-20   | Vigo Sporting (4)                               | RC Deportivo La Corunya                         | [ 53 ] [ 54 ] |
| 1920-21   | Fortuna FC de Vigo (7)                          | Vigo Sporting                                   | [ 55 ]        |
| 1921-22   | Fortuna FC de Vigo (8)                          | Pontevedra Athletic Club                        | [ 56 ]        |
| 1922-23   | Vigo Sporting (5)                               | Fortuna FC de Vigo                              | [ 57 ]        |
| 1923-24   | Celta de Vigo (1)                               | Racing de Ferrol                                | [ 58 ]        |
| 1924-25   | Celta de Vigo (2)                               | RC Deportivo La Corunya                         | [ 59 ]        |
| 1925-26   | Celta de Vigo (3)                               | RC Deportivo La Corunya                         | [ 60 ]        |
| 1926-27   | RC Deportivo La Corunya (1)                     | Celta de Vigo                                   | [ 61 ]        |
| 1927-28   | RC Deportivo La Corunya (2)                     | Celta de Vigo                                   | [ 62 ] [ 63 ] |
| 1928-29   | Racing de Ferrol (1)                            | Celta de Vigo                                   | [ 64 ]        |
| 1929-30   | Celta de Vigo (4)                               | RC Deportivo La Corunya                         | [ 65 ]        |
| 1930-31   | RC Deportivo La Corunya (3)                     | Celta de Vigo                                   | [ 66 ]        |
| 1931-32   | Celta de Vigo (5)                               | RC Deportivo La Corunya                         | [ 67 ]        |
| 1932-33   | RC Deportivo La Corunya (4)                     | Racing de Ferrol                                | [ 68 ]        |
| 1933-34   | Celta de Vigo (6)                               | RC Deportivo La Corunya                         | [ 69 ]        |
| 1934-35   | Celta de Vigo (7)                               | RC Deportivo La Corunya                         | [ 70 ]        |
| 1934-35   | Unión SC Vigo                                   | Club Lemos                                      | [ 71 ]        |
| 1935-36   | vegeu Campionat Suprarregional Galícia-Astúries | vegeu Campionat Suprarregional Galícia-Astúries |               |
| 1935-36   | Club Lemos                                      | Club Coruña                                     | [ 72 ]        |
| 1936-37   | RC Deportivo La Corunya (5)                     | Celta de Vigo                                   | [ 73 ]        |
| 1937-38   | Racing de Ferrol (2)                            | Celta de Vigo                                   | [ 74 ]        |
| 1938-39   | Racing de Ferrol (3)                            | RC Deportivo La Corunya                         | [ 75 ]        |
| 1939-40   | RC Deportivo La Corunya (6)                     | FC Vigués                                       | [ 76 ]        |

1. ↑  El Fortuna fou proclamat campió mesos després de diversos enfrontaments entre les directives dels dos clubs.[29][30][31][32][33]
2. ↑  Després de dos empats en els primers partits Fortuna guanyà el tercer (0-0, 0-0, 1-0).[35][36][30]
3. ↑  La temporada 1915-16 el campionat no es disputà per conflictes entre els clubs. Vigo Sporting, Deportivo Auténtico i Real Club Coruña van separar-se de la Federació i van crear la Unión Galega de Clubs. El Fortuna de Vigo fou proclamat campió sense jugar cap partit, però els altres clubs organitzaren una competició anomenada Campeonato de Honor, on el Vigo Sporting derrotà el Deportivo Auténtico FC de La Corunya. Finalment, una assemblea de la FGF el juny de 1916 va decidir anul·lar el Campionat Gallec de 1915-16 i no considerar a Fortuna ni a cap altre equip campió.
4. ↑  Campionat anul·lat el novembre de 1919 arran d'una disputa entre la FGF i el Fortuna, que provocà la marxa del Fortuna de la Federació.[48][49][50]
5. ↑  La temporada 1934-35 els equips gallecs i asturians disputaren el Campionat Suprarregional Galícia-Astúries, però problemes polítics a Astúries impediren que es completés. Finalment els equips gallecs jugaren una fase gallega del campionat que fou guanyada pel Celta de Vigo. El campionat de Galícia fou disputat per equips de segona categoria.
6. ↑  La temporada 1935-36 es disputà el Campionat Suprarregional Galícia-Astúries guanyat per l'Oviedo FC. El campionat de Galícia fou disputat per equips de segona categoria.

## Palmarès
(inclou els campionats no oficials)
- Real Fortuna Foot-ball Club: 8 títols (1905-06, 1906-07, 1909-10, 1910-11, 1911-12, 1914-15, 1920-21, 1921-22)
- Real Club Celta de Vigo: 7 títols (1923-24, 1924-25, 1925-26, 1929-30, 1931-32, 1933-34, 1934-35)
- Real Vigo Sporting Club: 6 títols (1913-14, 1916-17, 1917-18, 1918-19, 1919-20, 1922-23)
- Real Club Deportivo de La Coruña: 6 títols (1926-27, 1927-28, 1930-31, 1932-33, 1936-37, 1939-40)
- Racing Club de Ferrol: 3 títols (1928-29, 1937-38, 1938-39)
- Vigo Football Club: 2 títols (1907-08, 1907-08)